# Aequitas
Aequitas (łac. aequĭtās – równość wobec prawa, słuszność, bezstronność) – rzymskie uosobienie równości, równej społecznie sprawiedliwości.
U Rzymian oznaczało nie pojmowaną współcześnie równość społeczną, tylko wobec litery prawa. W ustawodawstwie rozumiano ją jako bezstronną słuszność łagodzącą wpływ zbyt surowego prawa pierwotnego, zwłaszcza  od czasów wydawania edyktów pretorskich.
Występuje na rewersach rzymskich monet od czasów Galby i Witeliusza aż do końca III wieku (do rządów Dioklecjana); zanika w okresie tetrarchii. Przedstawiana jako stojąca lub siedząca postać kobiecą w stoli, z dwuszalkową wagą (rzadko paterą) i z rogiem obfitości bądź długim berłem. Waga stanowiła symbol wyważania dobra i zła; róg obfitości miał symbolizować owoce słusznych decyzji.  Najczęściej towarzyszyła jej inskrypcja Aequitas Aug[usti] albo Aequitati Aug (bądź Augg[ustorum]). Tylko na medalionach rzadko jako Aequitas Publica (względnie Aequitati Publicae) – np. Septymiusza Sewera i Julii Domny, Karakalli i Gety, aż do Galiena. Na monetach aleksandryjskich cesarstwa (tetradrachmach) przedstawiana odpowiednio jako Dikaiosyne.